# Neuronemertes aurantiaca
Neuronemertes aurantiaca är en djurart som tillhör fylumet slemmaskar, och som beskrevs av Ernest F. Coe 1926. Neuronemertes aurantiaca ingår i släktet Neuronemertes och familjen Planktonemertidae. Inga underarter finns listade i Catalogue of Life.